# Rhynchobatus palpebratus
Rhynchobatus palpebratus is een vissensoort uit de familie Rhinidae. De wetenschappelijke naam van de soort is voor het eerst geldig gepubliceerd in 2008 door Compagno & Last.